# Doxbrunnen-Steinachtal
Doxbrunnen-Steinachtal ist ein mit Verordnung des Regierungspräsidiums Karlsruhe vom 19. Dezember 1990 ausgewiesenes Naturschutzgebiet mit der Nummer 2.133. 

## Lage
Das Naturschutzgebiet befindet sich im Naturraum Obere Gäue. Es liegt nordöstlich des Horber Stadtteils Altheim.

## Schutzzweck
Der Schutzzweck ist vielfältiger Natur. Die Schutzgebietsverordnung listet die folgende Punkte auf:
- die Erhaltung und Förderung des Feuchtgebietes „Steinachtal“ als artenreiches Rückzugsgebiet für Flora und Fauna;
- die Erhaltung und Förderung der durch unterschiedlichste Feuchtigkeitsstufen auf engsten Raum geprägten Bereiche „Doxbrunnen“ und „Steppachtal“ mit ihren Röhricht- und Großseggenrieden und zum Teil offenen Wasserflächen;
- die Erhaltung und Förderung sehr artenreicher Halbtrockenrasen mit randlichen Hecken- und Feldgehölzbeständen in vielfältiger Ausprägung als Nahrungs- und Lebensraum einer artenreichen Insekten-, Vogel- und Kleinsäugerfauna;
- die Erhaltung und Förderung der in unterschiedlichster Ausprägung vorhandenen Staudensäume entlang von Hecken- und Waldrändern;
- die Erhaltung, die Förderung und der Schutz von Lebens- und Rückzugsräumen für die in einer außergewöhnlich großen Artenvielfalt vorkommende Tier- und Pflanzenwelt in einem besonders naturnah erhaltenen Teil der Kulturlandschaft des Muschelkalkes.

## Flora und Fauna
In den Halbtrockenrasen ist die besonders geschützte Küchenschelle zu finden und auf den feuchten Böden des Gebiets kommt die gefährdete Trollblume vor. In den Riedflächen sind Bergmolch und Feuersalamander anzutreffen. Die randlichen Hecken- und Feldgehölzbestände dienen als Rückzugsraum für den Neuntöter. 